# 小寨子站
小寨子站是青岛地铁1号线的地铁车站，位于中华人民共和国山东省青岛市城阳区中城路与文阳路交叉口北侧，于2020年12月24日开通。

## 车站结构
小寨子站位于中城路与文阳路交叉口北侧，沿中城路设置，呈南北走向，为地下两层岛式站台车站，车站长212米，标准段宽19.9米，车站地下一层为站厅层，地下二层为站台层，站台设置全高站台门。
| 地面              | 出入口 | A、C、D出入口                                                                                           |
| 地下一层          | 站厅   | 客服中心、自动售票机、验票机                                                                            |
| 地下二层          | 站台   | \| \| \| 1号线往东郭庄（正阳中路） \| \| 島式 · 開左邊车门 \| \| \| \| \| \| 1号线往王家港（凤岗路） \| |
|                   |        | 1号线往东郭庄（正阳中路）                                                                               |
| 島式 · 開左邊车门 |        | |
|                   |        | 1号线往王家港（凤岗路）                                                                                 |

## 出入口
小寨子站目前开放3个出入口，各出口及周围设施如下所示：
| 编号                | 指示                   | 建议前往的目的地                       | 图片 |
| ------------------- | ---------------------- | -------------------------------------- | ---- |
| A · 出口            | 中城路(西)，文阳路(北) |                                        |      |
| C · 出口            | 中城路(东)，崇阳路(南) | 城阳体育馆，城阳区档案馆，城阳区博物馆 |      |
| D · 出口 · （设有） | 中城路(东)，文阳路(北) |                                        |      |
| 图例： 设有         |                        |                                        |      |

## 接驳交通

### 公交车
- 文阳路中城路：103路，644路
- 小寨子中城路：636路，906路

## 车站历史
本站工程名与公示名为文阳路站，正式站名为小寨子站，以车站所处的小寨子社区命名。
- 2018年9月22日，车站主体结构封顶[3]。
- 2020年12月24日，车站随1号线北段通车开通[1]。